# Elatostema elegans
Elatostema elegans är en nässelväxtart som beskrevs av H. Winkl.. Elatostema elegans ingår i släktet Elatostema och familjen nässelväxter. Inga underarter finns listade i Catalogue of Life.